# 重陽節会
重陽節会（ちょうようのせちえ）は、古代日本の宮廷において9月9日の重陽に行われた節会のこと。九日節会とも。
中国から伝わった重陽の概念・儀式が宮廷行事に取り入れられたもので、菊の花の鑑賞や長命の効能があるとされた菊酒を嗜む会を兼ねたことから菊花宴（きつかのえん）とも呼ばれた。最古の記録は天武天皇14年（685年）9月9日（『日本書紀』・『類聚国史』）とされている。ただし、その天武天皇自身が崩御したのは、朱鳥元年9月9日（686年10月1日）であり、その後後世において「天武系王朝」とも称される歴代天皇において9月9日は国忌と規定されており、この規定が廃止される延暦10年（791年）までは重陽に関する儀式は行われなかったと考えられている。
平安時代初期以後に恒例の節会として定着し、嵯峨天皇の時代には神泉苑にて文人に漢詩を作らせ、次の淳和天皇の時代（天長8年（831年））には場所を紫宸殿に移して開かれた。また、天皇が出御しない平座の場合には宜陽殿で行われ、平安時代後期以後はこちらが主流となった。
漢詩の作成を初め、宴の膳の振る舞いや国栖奏（国栖舞）などが行われた。